# ウォーガズム
ウォーガズム (Wargasm、公式表記は𝐖𝐀𝐑𝐆𝐀𝐒𝐌、Wargasm (UK)とも称する）は、イギリスの2人組エレクトロニック・ロック・バンド。
2018年にサム・マトロック(Sam Matlock)と東京でモデル、フォトグラファーとして活動していたミルキー・ウェイ(Milkie Way)で結成。
オルタナティヴ・プレスは、2020年代を代表するニュー・メタルバンドの1つとし、2021年にNMEの「2021年注目のアーティスト100組」に選ばれる。同年のイギリスのヘヴィー・ミュージック・アワードでは「ベスト・UK・ブレイクスルー・アーティスト」を受賞している。
日本では2023年に雑誌「ヘドバン」に採り上げられてから知名度を高め、2023年2月Coldrain主催のフェス「BLARE FEST. 2023」で初来日、2024年1月に渋谷duo MUSIC EXCHANGEにて初の単独公演を行う。2023年の11月から12月にかけて、BABYMETALの欧州ツアーで前座を務め、2024年5月にCrossfaithと楽曲を発表した。

## 作品

### アルバム、EP
- Explicit: The Mixxxtape (2022年)
- Venom (2023年)